# Käyränletto
Käyränletto är en ö i Finland. Den ligger i Bottenviken och i kommunen Ijo i den ekonomiska regionen  Oulunkaari i landskapet Norra Österbotten, i den norra delen av landet. Ön ligger omkring 40 kilometer norr om Uleåborg och omkring 580 kilometer norr om Helsingfors.
Öns area är 2,3 hektar och dess största längd är 460 meter i sydöst-nordvästlig riktning.